# Basilica di Santa Maria Infraportas
La basilica di Santa Maria Infraportas è una chiesa di Foligno, in provincia di Perugia e diocesi di Foligno; fa parte della zona pastorale della Città.

## Descrizione

### Esterno

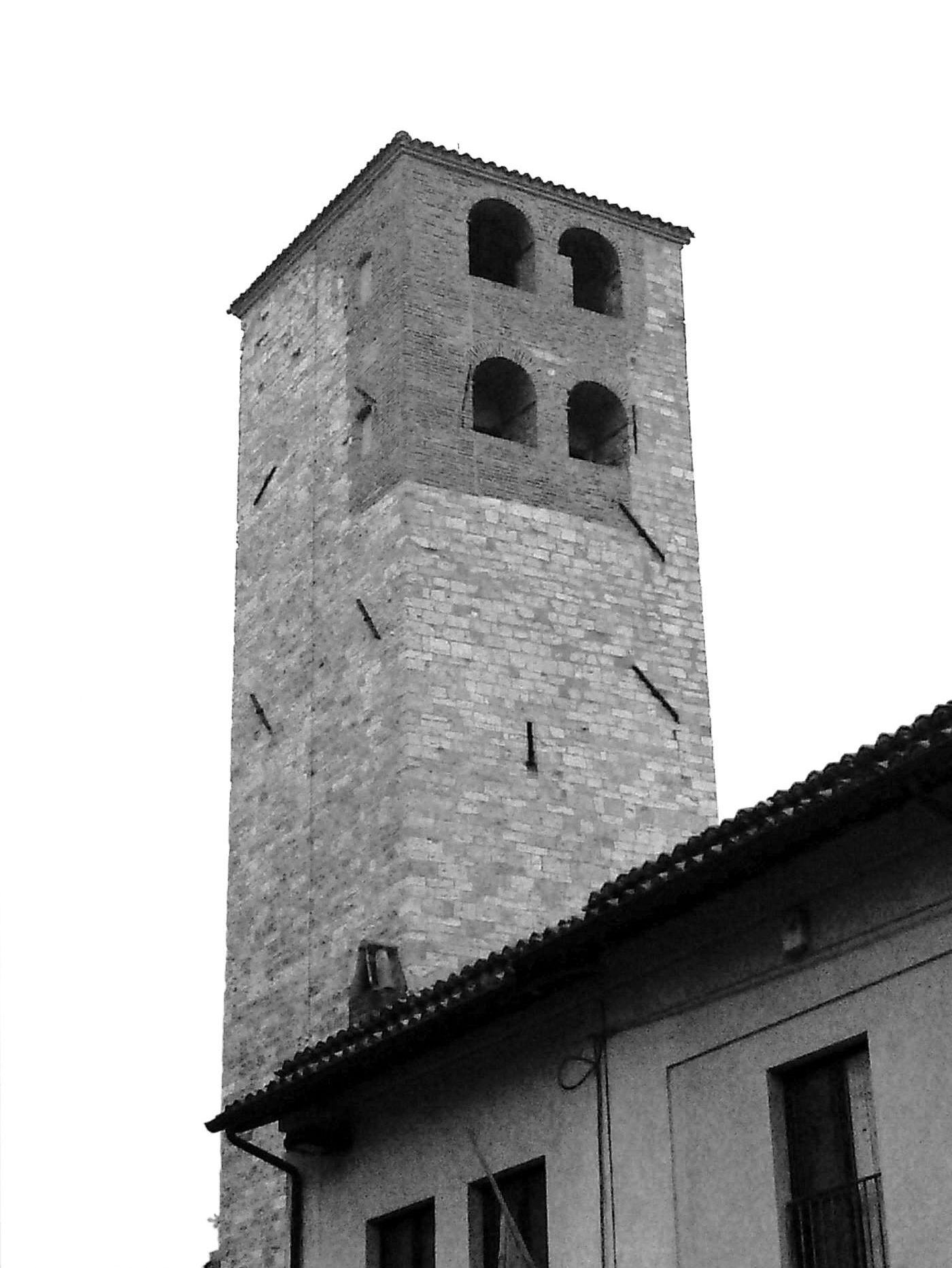
Il lato posteriore della torre presenta due bifore rispetto all'unica dell'anteriore

La basilica si affaccia su piazza San Domenico ed è documentata già dall'XI secolo.
Il prospetto in fasce di pietra bianca e rosa, adornato con una bifora e preceduto da un piccolo portico, con colonne e capitelli dell'XI o del XII secolo, è una risistemazione ottocentesca che ha utilizzato elementi di un precedente rosone. A destra del portico vi è una edicola risalente al 1480 con un affresco; in fondo al fianco destro si trova la torre campanaria romanica.

### Interno
L'interno a tre navate è diviso da pilastri; la navata mediana è con volta a botte, mentre le laterali, aggiunte nel corso del XV secolo, sono con volte a crociera. Alle pareti e sui pilastri si vedono numerosi affreschi votivi.
Nelle tre nicchie della navata di destra si trovano altrettante Crocifissioni, di cui la prima attribuibile a Pier Antonio Mezzastris, mentre la seconda, risalente al 1525 e copia della prima, è opera di un artista minore folignate influenzato dal più noto concittadino Nicolò Alunno; la terza, dell'inizio del Quattrocento, è dovuta a un artista locale con influenze senesi.

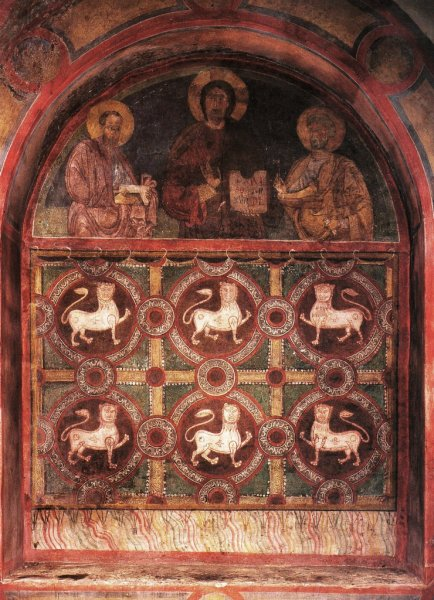
Cristo benedicente tra i santi Pietro e Paolo con finto arazzo

Interessante anche un Cristo crucifero presente sul secondo pilastro, con caratteristiche che si rifanno a Benozzo Gozzoli. Al pilastro d'ingresso al presbiterio, c'è un San Gerolamo con due angeli che lo incoronano di Mezzastris. Nella parete sinistra del presbiterio vi è il tabernacolo con l'olio santo, della prima metà del Cinquecento, con caratteristiche della scuola lombarda; nel terzo pilastro di sinistra si può ammirare il San Rocco di Mezzastris e una Madonna con Bambino, stucco policromo con caratteristiche fiorentine, della fine del Cinquecento. Alla parete della navata sinistra c'è la Madonna con Bambino e San Giovanni, affresco di Ugolino di Gisberto del 1500 circa.
Al principio della navata sinistra si apre la Cappella dell'Assunta, del XII secolo, con due bifore alla parete destra: nello strombo di una di esse vi è l'Arcangelo Gabriele e il ladrone buono Disma, affreschi della seconda metà del XIII secolo. Nella nicchia di fondo si può ammirare un Cristo benedicente tra i santi Pietro e Paolo e una decorazione a foggia di arazzo orientale dipinto, affresco coevo al precedente. Accanto c'è una statua lignea della Madonna della fine del XII secolo, mentre il Bambino è stato trafugato.